# Lasiophila palades
Lasiophila palades är en fjärilsart som beskrevs av William Chapman Hewitson 1872. Lasiophila palades ingår i släktet Lasiophila och familjen praktfjärilar. Inga underarter finns listade i Catalogue of Life.

## Bildgalleri

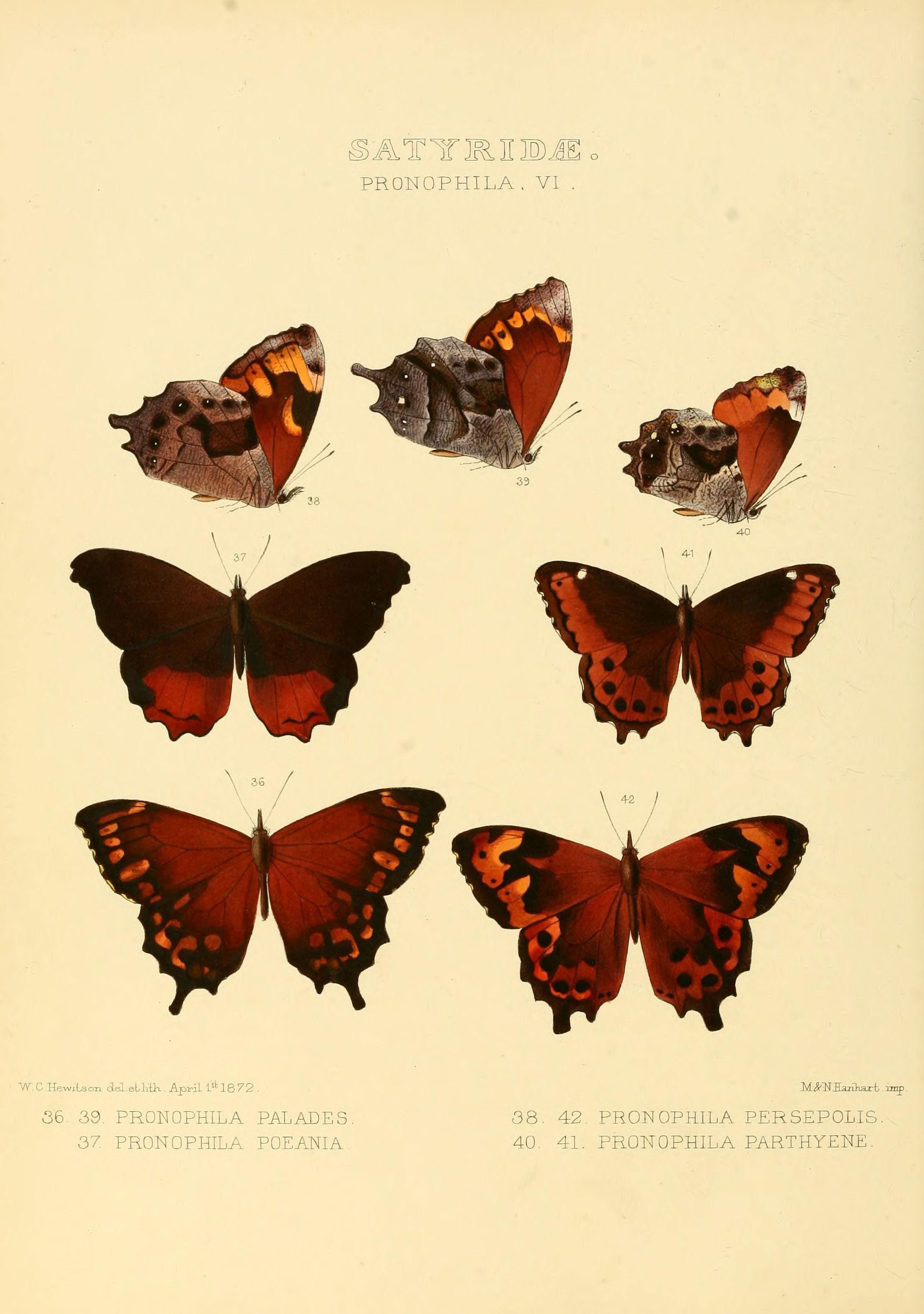